# Slovenská Ves
Slovenská Ves és un poble i municipi d'Eslovàquia. Es troba a la regió de Prešov, al nord del país.

## Història
La primera referència escrita de la vila data del 1311.

## Demografia
| Godina             | 1994 | 2004   | 2014   | 2024   |
| ------------------ | ---- | ------ | ------ | ------ |
| Nombre de persones | 1707 | 1787   | 1866   | 1859   |
| Diferència         |      | +4,68% | +4,42% | −0,37% |

| Godina             | 2023 | 2024   |
| ------------------ | ---- | ------ |
| Nombre de persones | 1846 | 1859   |
| Diferència         |      | +0,70% |